# Wilhelm Sturm (Politiker)
Wilhelm Sturm (* 1. Mai 1889 in Schöllkrippen; † 3. Juni 1957 in Bamberg) war ein deutscher Politiker (BP). Er war von 1950 bis 1957 Mitglied des Bayerischen Landtages.

## Leben
Sturm besuchte das Humanistische Gymnasium Eichstätt und fing ein juristisches und volkswirtschaftliches Studium an. Er unterbrach das Studium und diente als Berufsoffizier von 1909 bis 1920 in der Bayerischen Armee. Zuletzt war er Hauptmann und Adjutant beim Generalkommando II. Königlich Bayerisches Armee-Korps und vorübergehend als Verbindungsoffizier zur interalliierten Militärmission, französische Abteilung. Nach dem Ausscheiden aus der Armee setzte er sein Studium an der Universität Würzburg fort und wurde im März 1922 zum Dr. rer. pol. promoviert.
Er fing im Mai 1922 in der Filiale Würzburg bei der Dresdner Bank an. Im Jahr 1933 wurde er der Direktor und Leiter der Filiale Bamberg der Dresdner Bank und von 1942 bis 1943 der Filiale Straßburg. Er war von 1935 bis 1943 Mitglied der Industrie- und Handelskammer von Oberfranken in Bayreuth sowie 1945 Wirtschaftsbeauftragter für den Bezirk Bamberg-Stadt und Land. Im März 1948 wurde er in der Filiale Bamberg Direktor der Bayerischen Bank für Handel und Industrie.
Sturm war bis März 1933 Mitglied der Bayerischen Volkspartei und war Gründungsmitglied des 1933 aufgelösten Bayerischen Heimat- und Königsbunds. Zum 1. Mai 1933 trat er der NSDAP bei. Er trat 1948 in die Bayernpartei ein und wurde Erster Vorsitzender des Bezirksverbandes Bamberg und Zweiter Vorsitzender des Kreisverbandes Oberfranken der Bayernpartei.
Er war vom 27. November 1950 bis zu seinem Tod am 3. Juni 1957 für den Wahlkreis Oberfranken Mitglied des Bayerischen Landtages sowie der dortigen BP-Fraktion. Im Landtag war er des Weiteren Mitglied des Ausschusses für Rechts- und Verfassungsfragen, des Ausschusses für Besoldungsfragen, des Ausschusses für Wirtschaft und Verkehr, des Ausschusses für Staatshaushalt und Finanzfragen, des Untersuchungsausschusses zur Prüfung von Kreditfällen und der Kommission zur Prüfung der Staatsbürgerschaften. Außerdem war er Vorsitzender des Filmbeirates beim Wirtschaftsministerium. Aufgrund seines Ausscheidens durch den Tod rückte Hans Lechner (BP) für ihn in den Landtag nach.